# Zenitkamera

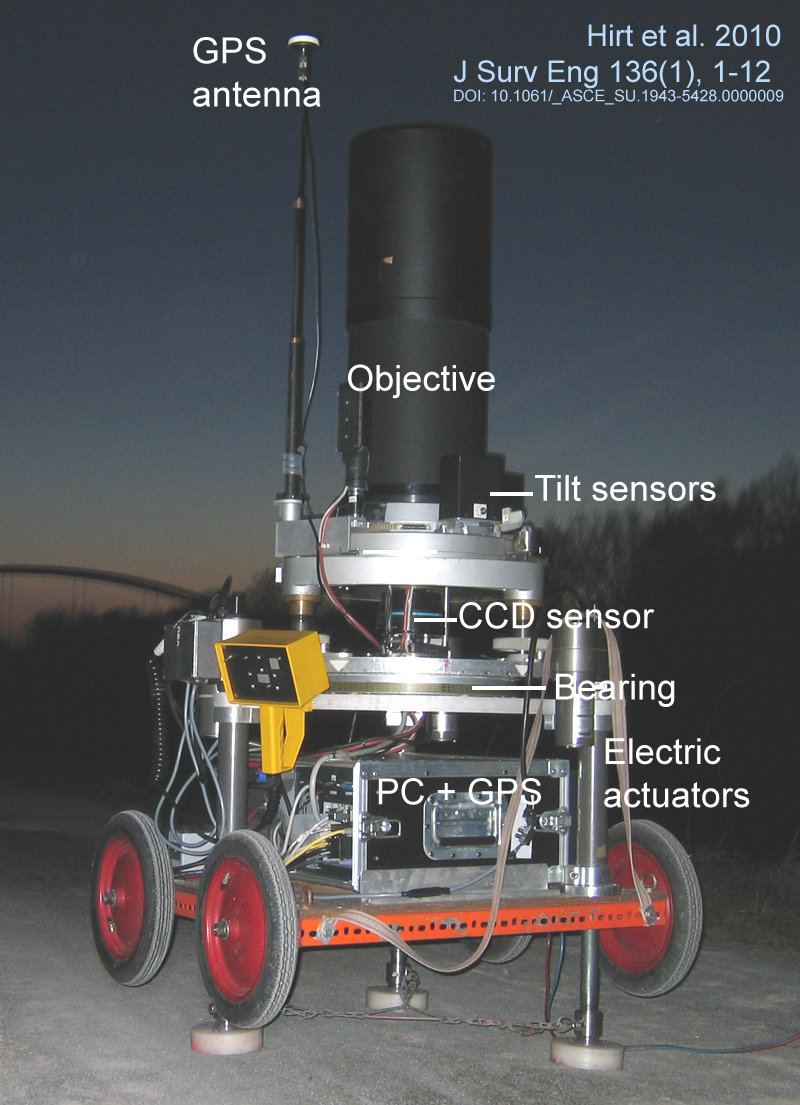
Digitale Zenitkamera der Universität Hannover zur Messung der Lotabweichung und Lotrichtung

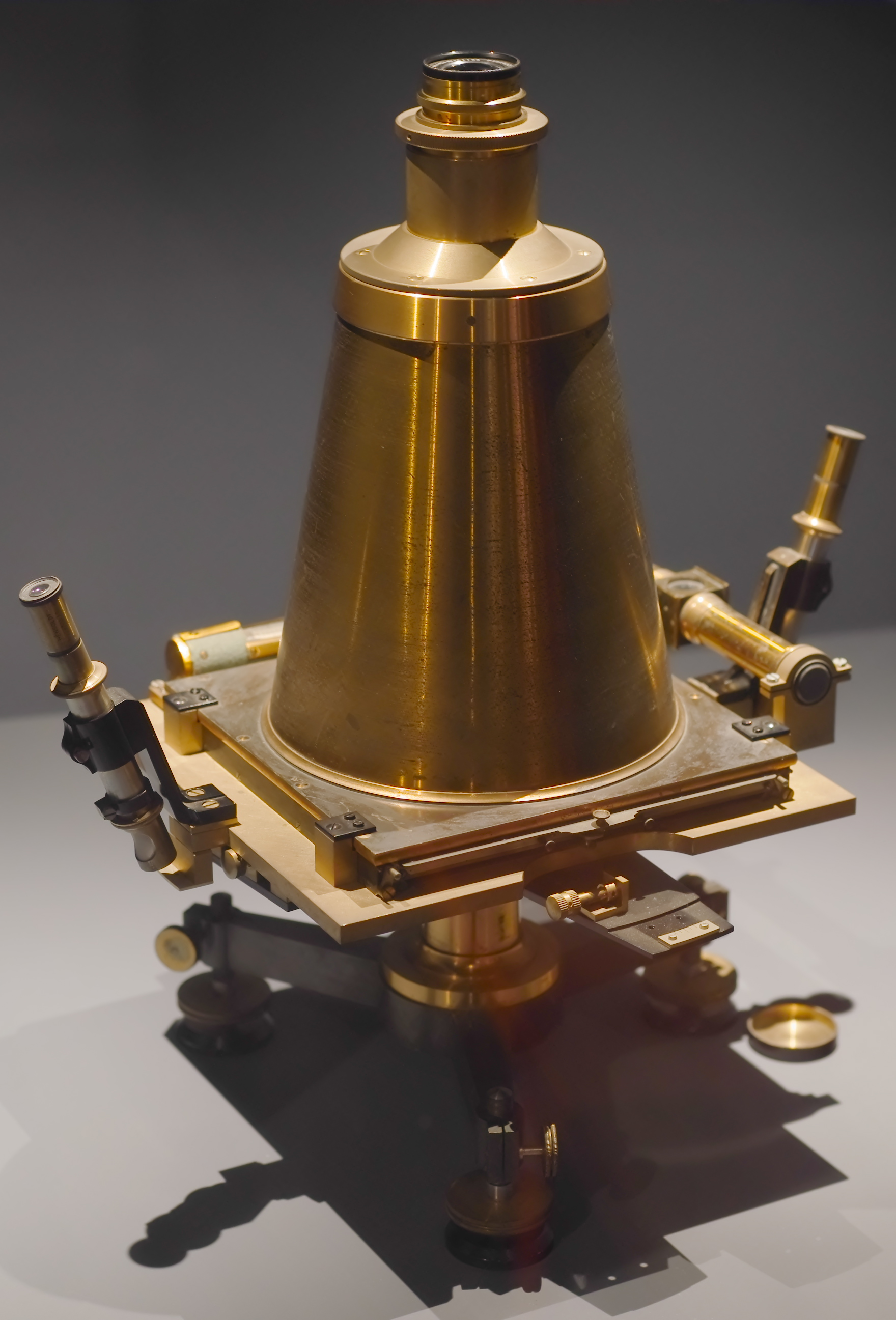
Historische Zenit-Kamera des Herstellers Max Fechner in Potsdam (um 1900)

Als Zenitkamera bezeichnet man eine kompakte Kamera, mit der die Sterne in der Umgebung des Zenits fotografiert werden, um dadurch die Lotrichtung zu bestimmen.
Zenitkameras sind wichtige Messinstrumente der modernen Astrogeodäsie und können außer der Lot- und Geoidbestimmung (Messung von geografischer Länge, Breite und deren Änderungen) auch zur Messung von Zeit und Sternörtern dienen. Es gibt sie in zwei Versionen:
- Fotografisch: Kamera mit Brennweite von 30 bis 100 cm, hochempfindliche Fotoplatten, präziser Drehteller für 90°- oder 180°-Drehungen um eine vertikale Achse.
- Digitalkamera: Brennweite 10–50 cm und CCD-Sensor statt der Fotoplatte. Die Drehachse muss wegen kürzerer Bauart und Belichtungszeit nicht so präzise gefertigt sein, was die Konstruktion von leicht transportablen Geräten ermöglicht.

Nach der ersten Belichtung (etwa 5–10 Sekunden) wird um 180° gedreht und weitere Belichtung(en) vorgenommen. Die Ausmessung der kurzen Sternspuren ergibt die Drehachse bezüglich des Sternhimmels und damit die Lotrichtung, falls die Achse genau vertikal steht. Ihre allfällige kleine Neigung wird mit Libellen oder Lotsensoren festgestellt.
Die ältere, fotografische Bauart wird heute kaum mehr eingesetzt, weil die Ausmessung der Fotoplatten mit einem Komparator etwa 1–2 Stunden dauert. Die Messdaten bestehen in den Bildkoordinaten aller Sternspuren (etwa 100 Sterne). Mit digitalen Sensoren und Verfahren der digitalen Bildverarbeitung erfolgt die Messung der Sternkoordinaten automatisch.
Mit digitalen Zenitkameras liegt die Genauigkeit der gemessenen Lotrichtung je nach Aufwand zwischen 0,05" und 0,1", wodurch lokale Geoid- und Quasigeoidbestimmungen mit Millimetergenauigkeit ermöglicht werden.
An der Universität Hannover, der TU Wien  und der ETH Zürich wurden Zenitkameras entwickelt und mittels CCD erfolgreich automatisiert. Sie werden in den nächsten Jahren dazu beitragen, in den Ländern Mitteleuropas das seit 1995 angestrebte Zentimeter-Geoid zu erreichen.